# Gillardita
La gillardita és un mineral de la classe dels halurs, que pertany al grup de l'atacamita. Rep el seu nom en honor de Robert D. Gillard (1936-), professor del departament de Química de la Universitat de Cardiff, a Gal·les, en reconeixement de les seves contribucions en el camp de la química inorgànica.

## Característiques
La gillardita és un halur de fórmula química Cu₃Ni(OH)₆Cl₂. Va ser aprovada com a espècie vàlida per l'Associació Mineralògica Internacional l'any 2007. Cristal·litza en el sistema trigonal. És una espècie isostructural amb la herbertsmithita.
Segons la classificació de Nickel-Strunz, la gillardita pertany a «03.DA: Oxihalurs, hidroxihalurs i halurs amb doble enllaç, amb Cu, etc., sense Pb» juntament amb els següents minerals: atacamita, melanotal·lita, botallackita, clinoatacamita, hibbingita, kempita, paratacamita, belloïta, herbertsmithita, kapellasita, haydeeïta, anatacamita, claringbul·lita, barlowita, simonkol·leïta, buttgenbachita, connel·lita, abhurita, ponomarevita, anthonyita, calumetita, khaidarkanita, bobkingita, avdoninita i droninoïta.

## Formació i jaciments
Va ser descoberta a la mina 132 North, a la localitat de Widgiemooltha, a Coolgardie Shire (Austràlia Occidental, Austràlia). També ha estat descrita en altres dos indrets: la mina de níquel Carr Boyd Rocks, a Menzies Shire (Austràlia); i la mina Gröna, a la localitat alemanya de Bernburg, a l'estat de Saxònia-Anhalt. No ha estat descrita en cap altre indret del planeta.